# HD 160822
HD 160822，又名BD+31 3076，SAO 66243、HR 6591，是一颗恒星，视星等为6.28，位于銀經55.83，銀緯27.9，其B1900.0坐标为赤經17h 36m 55.2s，赤緯+31° 27.9′ 27″。